# Elf (hudební skupina)
Elf byla blues rocková skupina, kterou v roce 1967 založili zpěvák a baskytarista Ronnie James Dio, klávesista Doug Thaler, bubeník Gary Driscoll a kytaristé Nick Pantas a David Feinstein. Dio ve skupině začínal jako zpěvák a baskytarista, role baskytaristy se vzdal v roce 1973, kdy ho nahradil Craig Gruber. Feinstein byl Diův bratranec. Thalera v roce 1972 nahradil Mickey Lee Soule. Skupina se původně nazývala The Electric Elves, tento název si v roce 1968 zkrátila na The Elves a od roku 1972 do rozpadu v roce 1975 se jmenovala Elf. Pod tímto názvem také vydala svá jediná tři alba s názvy Elf (1972), Carolina County Ball (1974) a Trying to Burn the Sun (1975). Skupina se rozpadla v roce 1975 a Dio, Driscoll, Gruber a Soule přešli do nové skupiny Ritchieho Blackmorea s názvem Rainbow. V této sestavě skupina Rainbow nahrála jediné album a ještě v roce 1975 z ní všichni členové mimo Dia a Blackmorea odešli.

## Diskografie

### Alba
Studiová
- Elf (1972)
- Carolina County Ball (1974)
- Trying to Burn the Sun (1975)

Kompilace
- The Gargantuan (1978)
- The Elf Albums (1991)
- And Before Elf... There Were Elves (2011)

### Singly
pod názvem The Electric Elves
- „Hey, Look Me Over“ / „It Pays To Advertise“

pod názvem The Elves
- „Walking In Different Circles“ / „She's Not The Same“
- „Amber Velvet“ / „West Virginia“

pod názvem Elf
- „Hoochie Koochie Lady“ / „First Avenue“
- „Sit down Honey (Everything Will Be Alright)“ / „Gambler, Gambler“